# Acacia van Ténéré

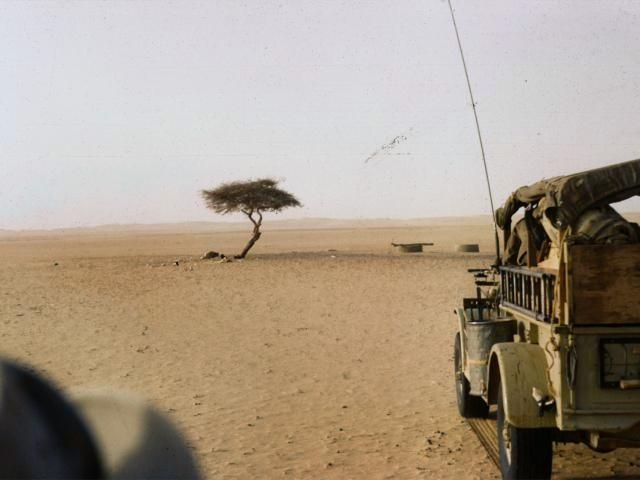
De boom in 1961

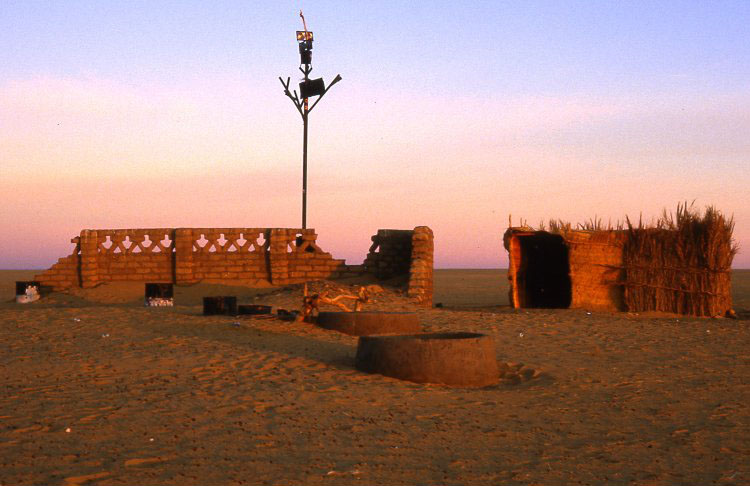
Metalen sculptuur van de boom op de originele locatie (1985)

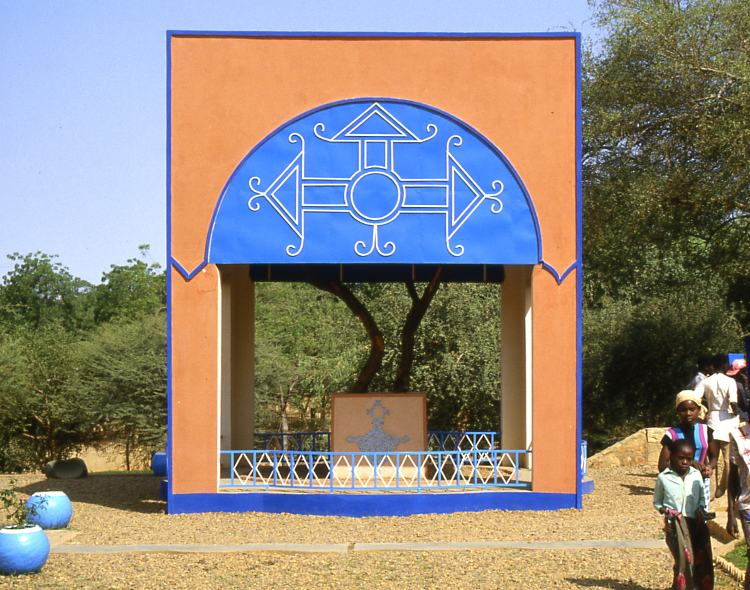
Het paviljoen met de restanten van de boom in het Nationaal Museum van Niger in Niamey

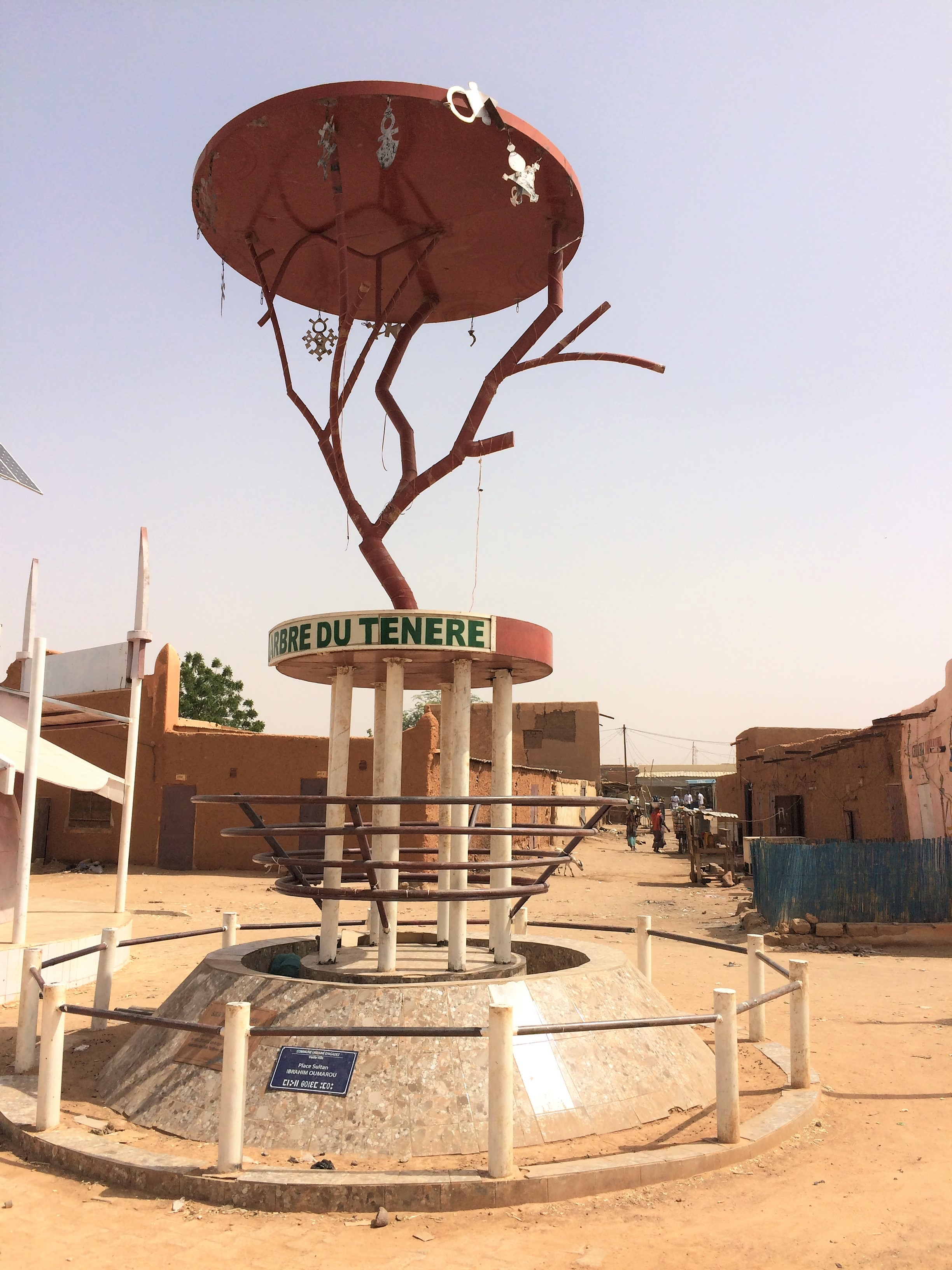
Replica in Agadez

De Acacia van Ténéré was een eenzame Vachellia tortilis die groeide in de Ténéréwoestijn in Niger, een deel van de Sahara.
Deze boom werd beschouwd als de meest eenzame van de wereld: in een straal van 400 km was er geen andere boom. Hij werd door nomaden gebruikt als oriëntatiepunt in de desolate woestijnvlakte.
De boom werd in 1973 omver gereden door een dronken Lybische vrachtwagenchauffeur. De resten van de boom werden naar het Nationaal Museum van Niger in Niamey overgebracht en aldaar in een speciaal gebouwd paviljoen tentoongesteld. Op de oorspronkelijke plaats staat een metalen gedenksculptuur. In de woestijnstad Agadez staat een replica van de boom. 
Sindsdien draagt de Sitkaspar van Campbelleiland in Nieuw-Zeeland de titel van eenzaamste boom ter wereld. De meest dichtstbijzijnde boom bevindt zich namelijk op de Aucklandeilanden, op meer dan 200 kilometer afstand.